# Ван Никерк, Уэйд
Уэйд ван Никерк (африк. Wayde van Niekerk, род. 15 июля 1992 года в Кейптауне) — южноафриканский легкоатлет, специализирующийся на дистанциях 200 и 400 метров. Олимпийский чемпион 2016 года и двукратный чемпион мира на дистанции 400 метров. Является действующим рекордсменом мира на дистанции 400 метров с августа 2016 года, побив рекорд Майкла Джонсона, который стоял 16 лет.

## Карьера
Его первыми международными соревнованиями стал чемпионат мира среди юниоров 2010 года, на котором он занял 4-е место в беге на 200 метров. Выиграл бронзу в эстафете 4×400 м на летней Универсиаде 2013 года в Казани.
4 июля 2015 года на соревнованиях Meeting Areva установил рекорд Африки в беге на 400 метров — 43,96. Он стал первым африканцем, кому удалось пробежать эту дистанцию быстрее 44 секунд. Его рекорд простоял всего один день, так как уже 5 июля 2015 года Айзек Макуала показал результат 43,72.
Стал победителем чемпионата мира 2015 года с рекордом Африки — 43,48. Этот результат стал 4-м в списке самых быстрых на этой дистанции за всю историю.
5 августа 2016 года нёс флаг ЮАР на церемонии открытия летних Олимпийских игр в Рио-де-Жанейро. 14 августа 2016 года выиграл Олимпийские игры в Рио-де-Жанейро с новым мировым рекордом — 43,03, побив рекорд Майкла Джонсона 1999 года (43,18).
На чемпионате мира 2017 года в Лондоне 8 августа уверенно выиграл золото на дистанции 400 метров с результатом 43,98, серебряный призёр Стивен Гардинер отстал на 0,43 сек. 10 августа в финале на дистанции 200 метров ван Никерк стал вторым (20,11), на 0,02 сек отстав от Рамиля Гулиева из Турции, и по фотофинишу опередив Джерима Ричардса.
В конце октября 2017 года во время благотворительного футбольного матча получил серьёзную травму, из-за которой полностью пропустил сезон 2018 года, а также чемпионат мира 2019 года.
В августе 2021 года на Олимпийских играх в Токио не сумел выйти в финал на дистанции 400 метров, показав в полуфинале результат 45,14.
На чемпионате мира 2022 года ван Никерк занял пятое место на дистанции 400 метров с результатом 44,97 сек. Золото выиграл американец Майкл Норман (44,29).
На чемпионате мира 2023 года в Будапеште ван Никерк занял седьмое место на дистанции 400 метров с результатом 45,11 в финале. В предварительном забеге и полуфинале показал результаты 44,57 и 44,65 соответственно. Чемпионом стал Антонио Уотсон с результатом 44,22.
На Олимпийских играх 2024 года в Париже выступал только на дистанции 200 метров, выбыв на стадии полуфинала (итоговое 20-е место).